# Missões diplomáticas da Nigéria

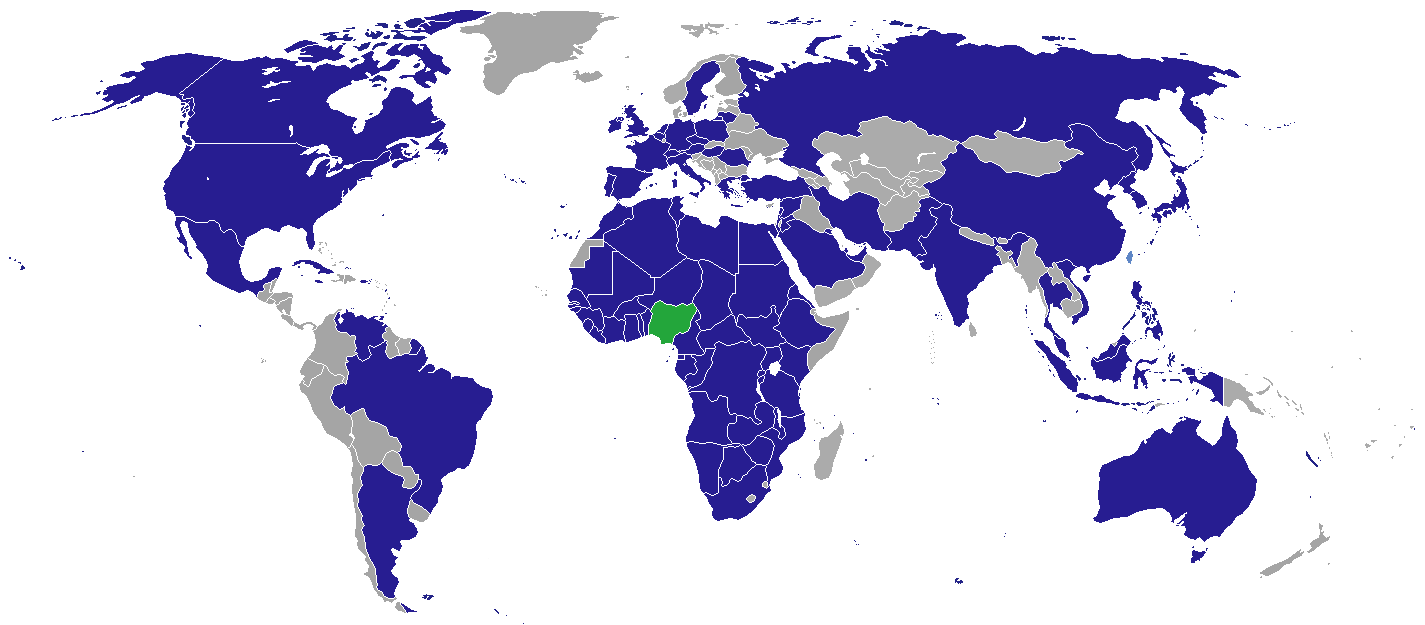
Missões diplomáticas da Nigéria.

A Nigéria, o país mais populoso da África, moderadamente tem uma grande rede de missões diplomáticas. O país tem uma influência significativa na África e em diversos fóruns multilaterais, incluindo a Organização da Conferência Islâmica, OPEP, o Commonwealth e a União Africana.
A Nigéria primeiro começou enviando doze diplomatas para o ultramar para servir em missões britânicas desde 1957. Três anos mais tarde após a independência o país tinha o seu próprio Ministério dos Negócios Estrangeiros, chefiado pelo Ministro dos Negócios Estrangeiros, Dr. Jaja Wachukwu. Agora, o Ministério dos Negócios Estrangeiros nigeriano tem mais de 2000 funcionários.

## Europa

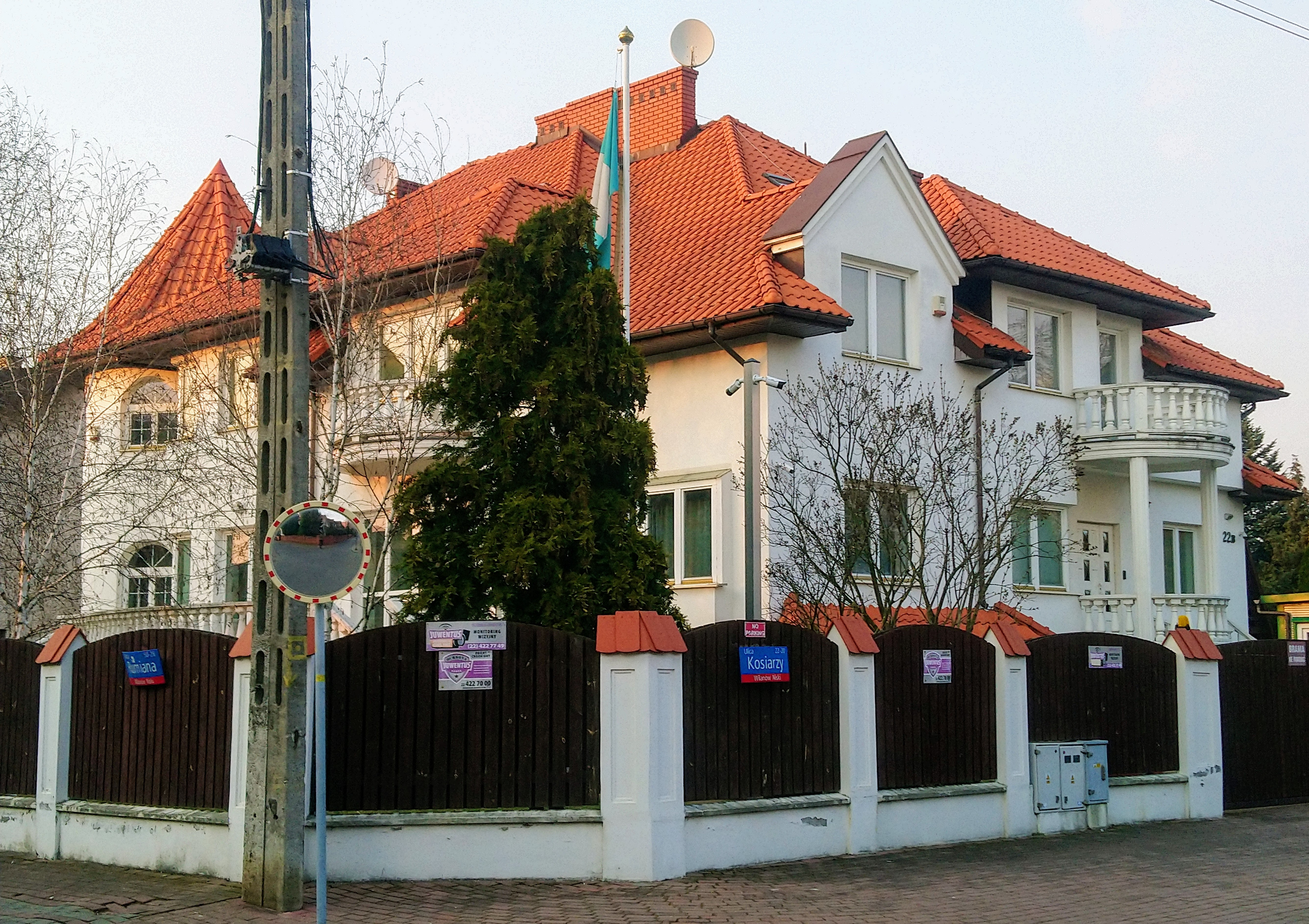
Embaixada da Nigéria em Varsóvia, Polônia.

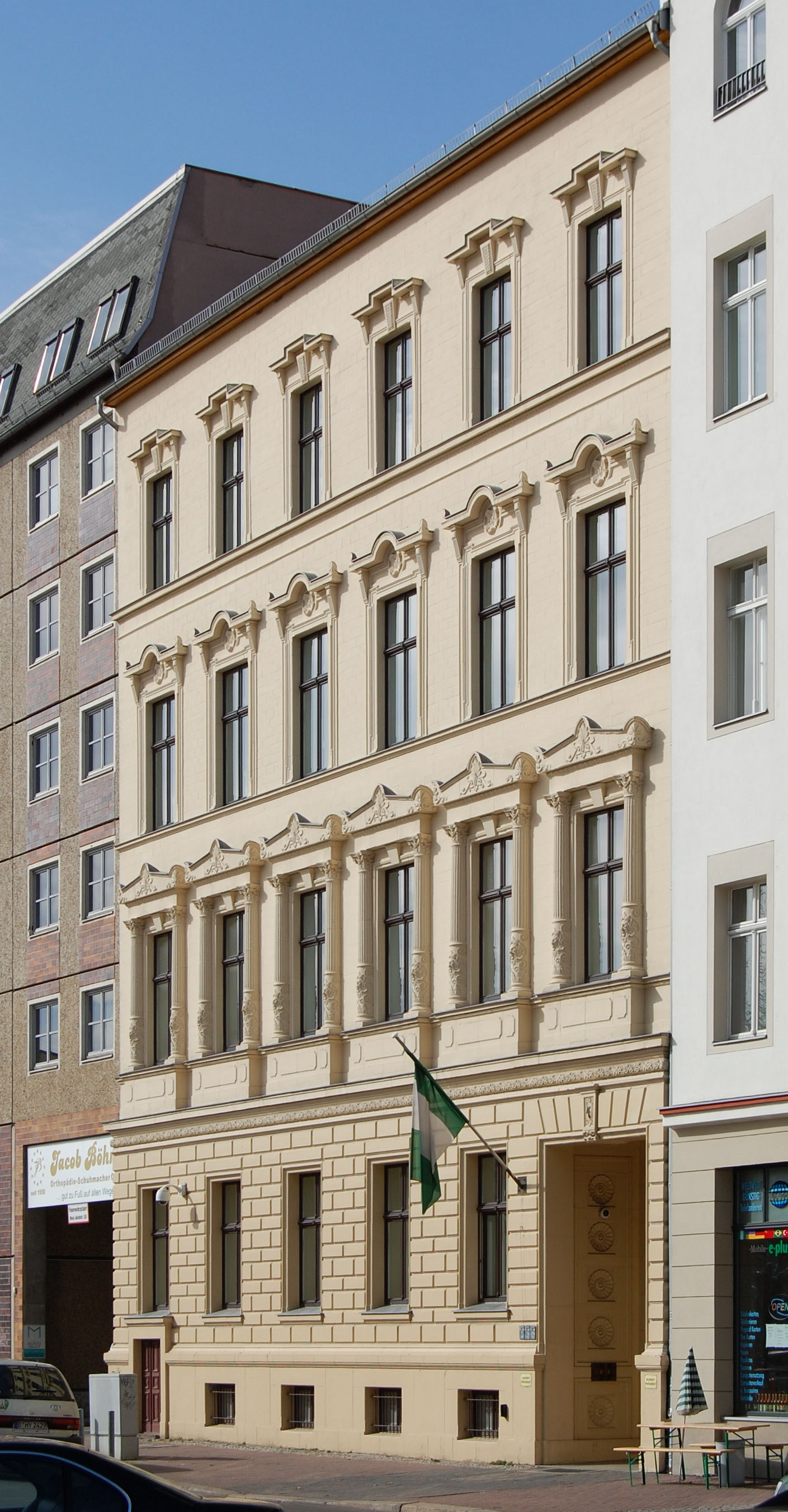
Embaixada da Nigéria em Berlim.

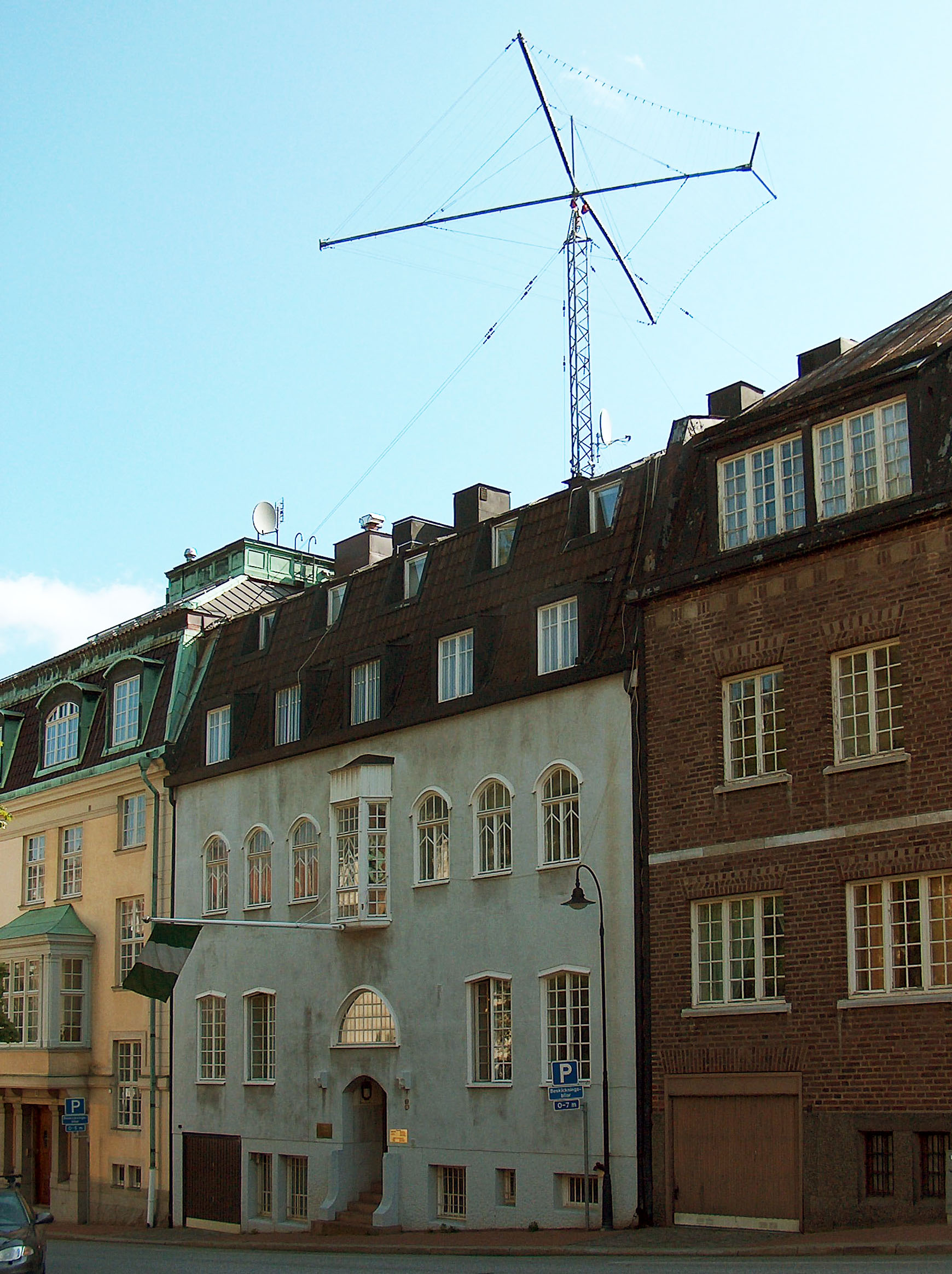
Embaixada da Nigéria em Estocolmo, Suécia.

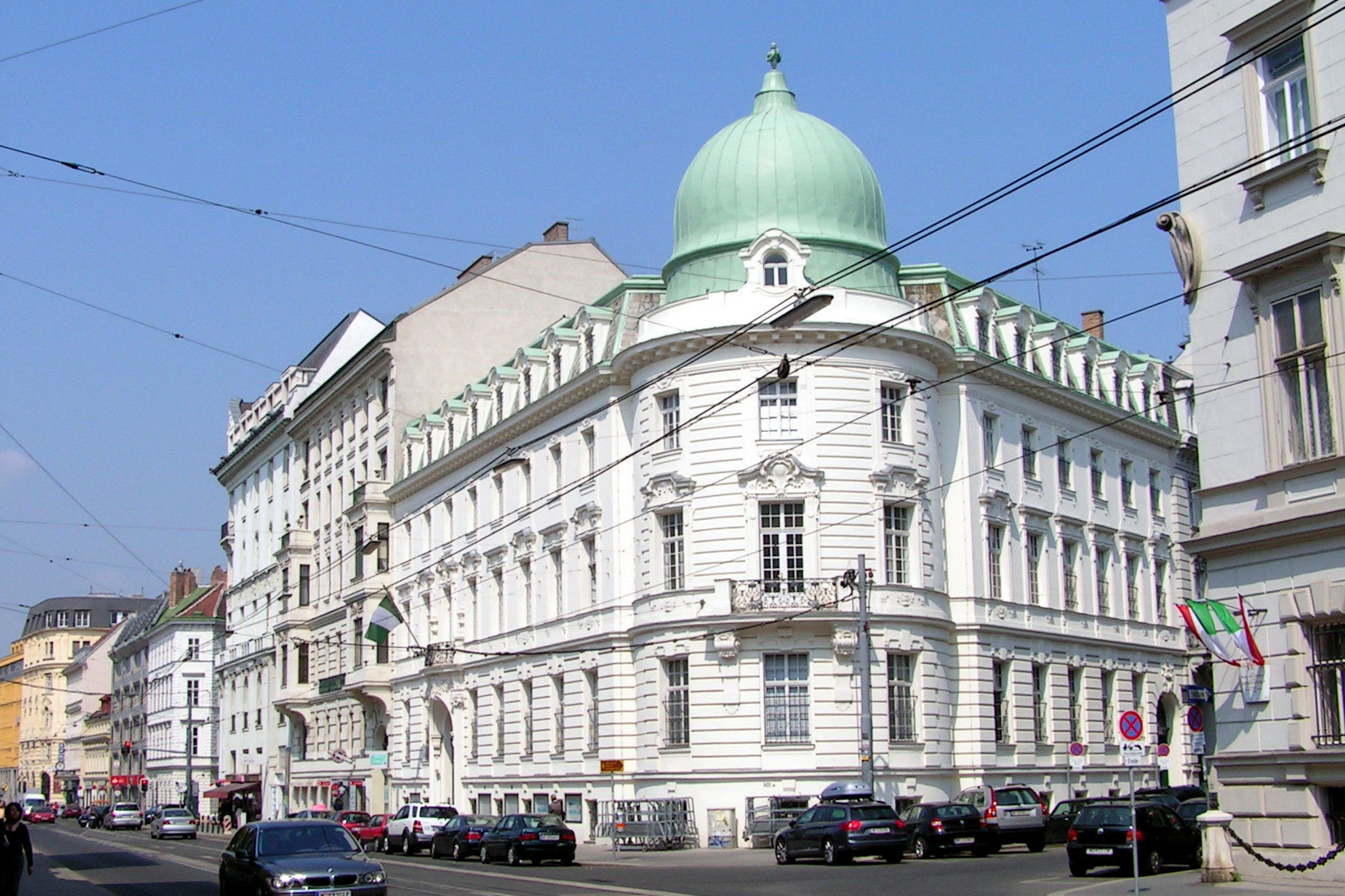
Embaixada da Nigéria em Viena, Áustria.

- Áustria
  - Viena (Embaixada)
- Bélgica
  - Bruxelas (Embaixada)
- Chéquia
  - Praga (Embaixada)
- França
  - Paris (Embaixada)
- Alemanha
  - Berlim (Embaixada)
  - Bonn (Consulado-General)
- Grécia
  - Atenas (Embaixada)
- Hungria
  - Budapeste (Embaixada)
- Irlanda
  - Dublin (Embaixada)
- Itália
  - Roma (Embaixada)
- Países Baixos
  - Haia (Embaixada)
- Polónia
  - Varsóvia (Embaixada)
- Portugal
  - Lisboa (Embaixada)
- Roménia
  - Bucareste (Embaixada)
- Rússia
  - Moscou (Embaixada)
- Sérvia
  - Belgrado (Embaixada)
- Espanha
  - Madrid (Embaixada)
- Suécia
  - Estocolmo (Embaixada)
- Suíça 
  - Berna (Embaixada)
- Ucrânia
  - Kiev (Embaixada)
- Reino Unido
  - Londres (Alto Comissariado)

## América do Norte
- Canadá
  - Ottawa (Alto Comissariado)
- Cuba
  - Havana (Embaixada)
- Jamaica
  - Kingston (Alto Comissariado)
- México
  - Cidade do México (Embaixada)
- Trinidad e Tobago

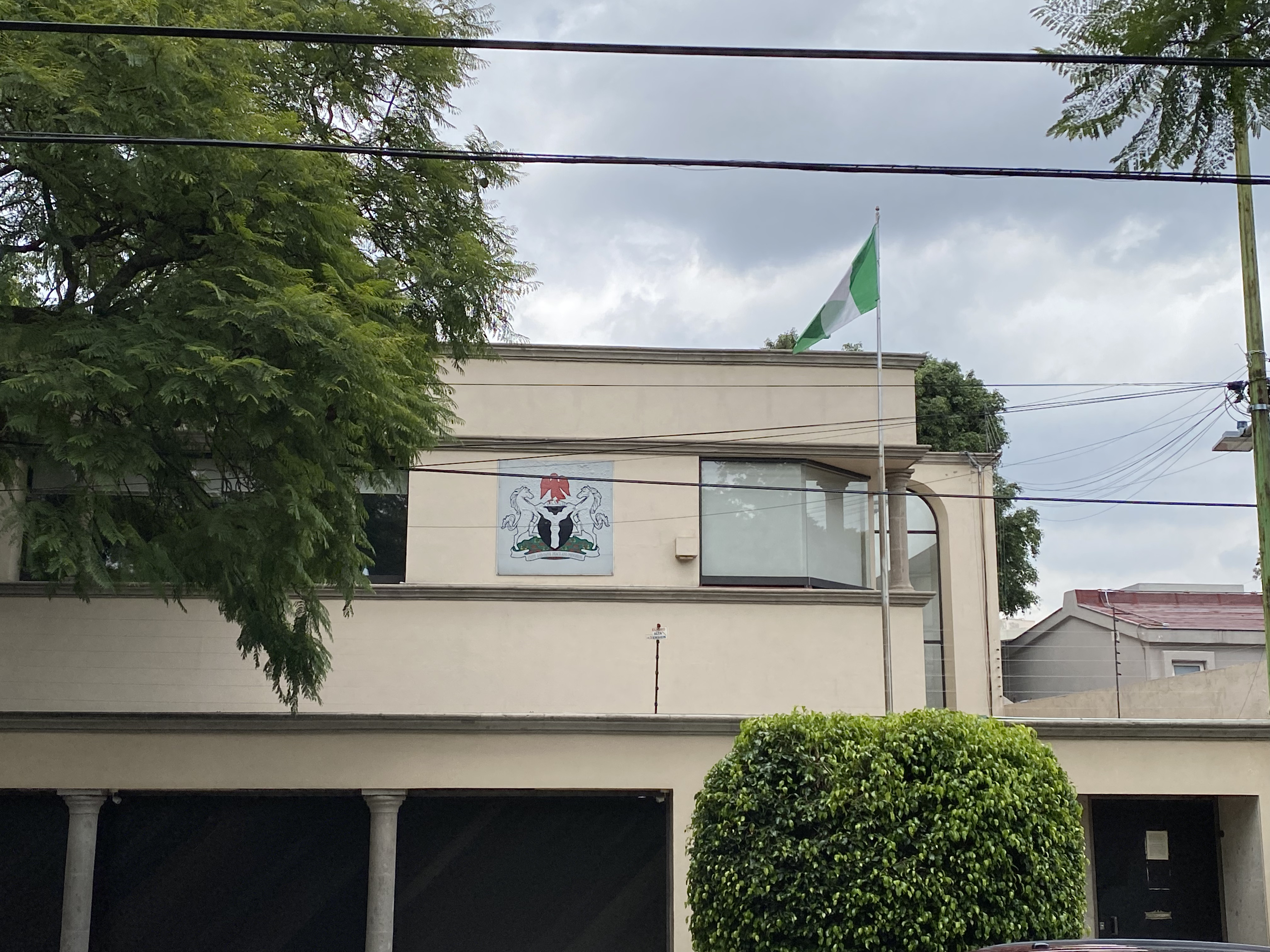
Embaixada da Nigéria em Cidade do México.

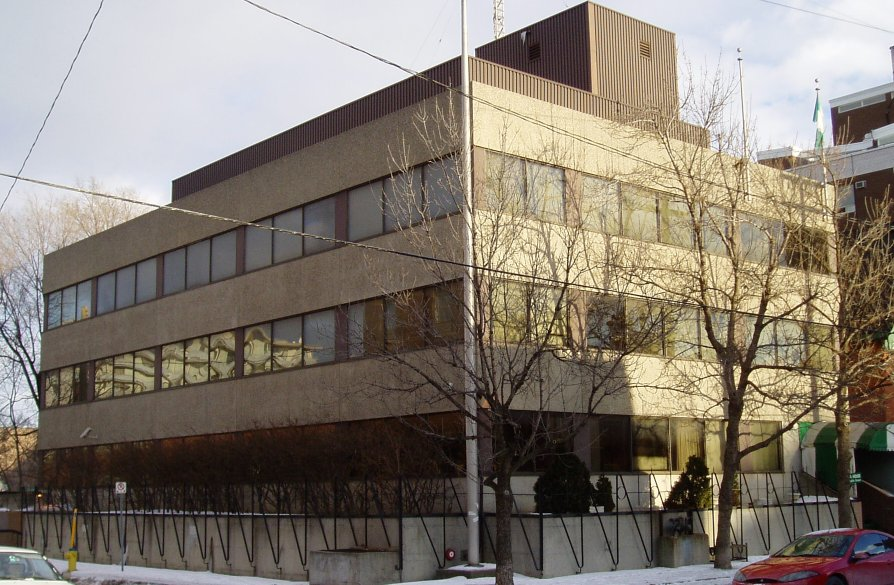
Alto comissariado da Nigéria em Ottawa.

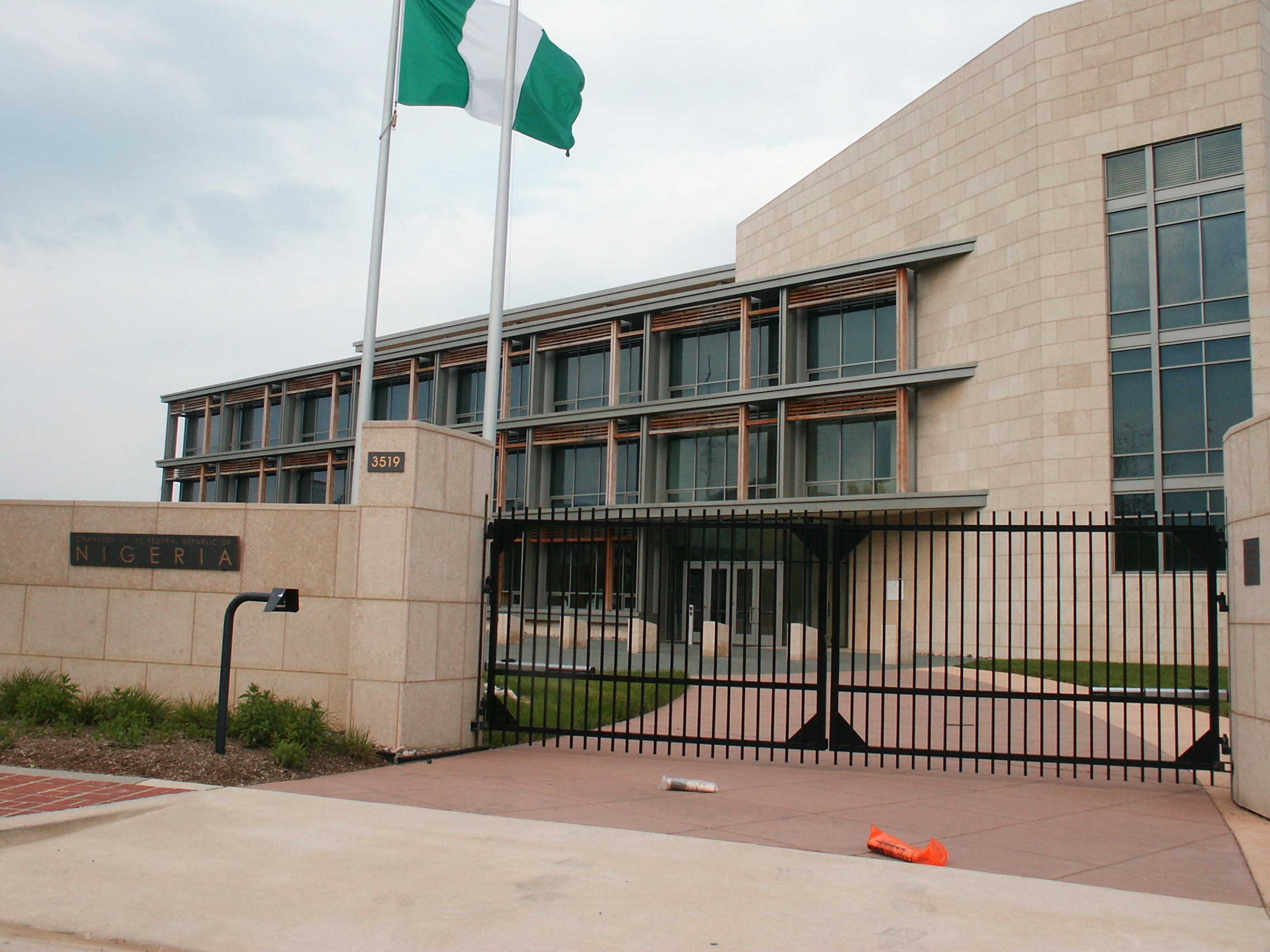
Embaixada da Nigéria em Washington DC.

  - Porto de Espanha (Alto Comissariado)
- Estados Unidos
  - Washington, D.C. (Embaixada)
  - Atlanta (Consulado-Geral)
  - Nova Iorque (Consulado-Geral)

## América do Sul
- Argentina
  - Buenos Aires (Embaixada)
- Brasil
  - Brasília (Embaixada)
- Chile
  - Santiago (Embaixada)
- Venezuela
  - Caracas (Embaixada)

## Oriente Médio
- Irão
  - Teerã (Embaixada)
- Iraque
  - Bagdá (Embaixada)
- Israel
  - Tel Aviv (Embaixada)
- Kuwait
  - Cidade do Kuwait (Embaixada)
- Líbano
  - Beirute (Embaixada)
- Arábia Saudita
  - Riad (Embaixada)
  - Jeddah (Consulado-General)
- Turquia
  - Ankara (Embaixada)

## África
- África do Sul
  - Pretória (Alto Comissariado)
  - Johannesburg (Consulado-Geral)
- Argélia
  - Argel (Embaixada)
- Angola
  - Luanda (Embaixada)
- Benim
  - Cotonou (Embaixada)
- Botswana
  - Gaborone (Alto Comissariado)
- Burquina Fasso
  - Ouagadougou (Embaixada)
- Camarões
  - Yaoundé (Alto Comissariado)
  - Douala (Consulado-Geral)
  - Buéa (Consulado)
- República Centro-Africana
  - Bangui (Embaixada)
- Chade
  - N'Djamena (Embaixada)
- República do Congo[1]
  - Brazzaville (Embaixada)
- Costa do Marfim
  - Abidjã (Embaixada)
- Egito
  - Cairo (Embaixada)
- Guiné Equatorial
  - Malabo (Embaixada)
  - Bata (Consulado)
- Etiópia
  - Adis-Abeba (Embaixada)
- Gabão
  - Libreville (Embaixada)
- Gâmbia
  - Banjul (Embaixada)
- Gana
  - Accra (Alto Comissariado)
- Guiné
  - Conakry (Embaixada)
- Guiné-Bissau
  - Bissau (Embaixada)
- Quênia
  - Nairóbi (Alto Comissariado)
- Libéria
  - Monróvia (Embaixada)
- Líbia
  - Trípoli (Embaixada)
- Malásia
  - Bamako (Embaixada)
- Mauritânia
  - Nouakchott (Embaixada)
- Marrocos
  - Rabat (Embaixada)
- Moçambique
  - Maputo (Embaixada)
- Namíbia
  - Windhoek (Alto Comissariado)
- Níger
  - Niamey (Embaixada)
- República Democrática do Congo[2]
  - Kinshasa (Embaixada)
- Senegal
  - Dakar (Embaixada)
- Serra Leoa
  - Freetown (Alto Comissariado)
- Somália
  - Mogadíscio (Embaixada)
- Sudão
  - Cartum (Embaixada)
- Tanzânia
  - Dar es Salaam (Alto Comissariado)
- Togo
  - Lomé (Embaixada)
- Uganda
  - Kampala (Alto Comissariado)
- Zâmbia
  - Lusaka (Alto Comissariado)
- Zimbabwe
  - Harare (Embaixada)

## Ásia
- Bangladesh
  - Daca (Alto Comissariado)
- China
  - Pequim (Embaixada)
  - Hong Kong (Consulado-Geral)
- Índia
  - Nova Déli (Alto Comissariado)
- Indonésia
  - Jakarta (Embaixada)
- Japão
  - Tóquio (Embaixada)
- Coreia do Norte
  - Pyongyang (Embaixada)
- Coreia do Sul
  - Seoul (Embaixada)
- Malásia
  - Kuala Lumpur (Alto Comissariado)
- Paquistão
  - Islamabad (Alto Comissariado)
  - Karachi (Consulado-Geral)
- Filipinas
  - Manila (Embaixada)
- Singapura
  - Singapura (Alto Comissariado)
- Tailândia
  - Bangkok (Embaixada)

## Oceania
- Austrália
  - Camberra (Alto Comissariado)

## Organizações Multilaterais
- Bruxelas (Missão permanente)
- Geneva (Missão permanente)
- Nova Iorque (delegação para as Nações Unidas)